# ما قبل الجريمة
ما قبل الجريمة (أو pre-crime) هو مصطلح قام بصياغته كاتب الخيال العلمي فيليب ك ديك. حيث يتم استخدامه بشكل متضطرد في الأدبيات الأكاديمية لوصف وانتقاد الاتجاه في أنظمة العدالة الجنائية للتركيز على الجرائم التي لم يتم ارتكابها بعد. يتدخل مصطلح ما قبل الجريمة في معاقبة أو تعطيل أو إعاقة أو تقييد أولئك الذين يعتبرون أنهم يجسدون تهديدات الجريمة في المستقبل. حيث يجسد مصطلح «ما قبل الجريمة» مفارقة زمنية، مما يشير إلى أن الجريمة لم تحدث وأن الجريمة التي لم تحدث هي نتيجة مفروضة.

## أصول المفهوم
قدم جورج أورويل مفهومًا مشابهًا في روايته التي صدرت عام 1949 في روايته وتسعمائة وأربعة وثمانون مستخدمًا مصطلح جرائم الفكر لوصف الأفكار غير القانونية التي تحمل آراء محظورة حول الحكومة الحاكمة أو نية العمل ضدها. ويتمثل جزء كبير من كيفية اختلافها عن فترة ما قبل الجريمة في الحظر المطلق للأفكار والعواطف المناهضة للسلطة، بغض النظر عن اعتبار أي أعمال ثورية جسدية. ومع ذلك، كان أورويل يصف السلوك الذي رآه في الحكومات في عصره بالإضافة إلى استقراء هذا السلوك، ولذلك كانت أفكاره نفسها متجذرة في التاريخ السياسي الحقيقي والأحداث الجارية.
في قصة الخيال العلمي القصيرة "The Minority Report" لفيليب ك. ديك لعام 1956، يشير مصطلح ما قبل الجريمة إلى وكالة العدالة الجنائية، وتتمثل مهمتها في تحديد الأشخاص الذين سيرتكبون جرائم في المستقبل والقضاء عليهم. ويعتمد عمل الوكالة على وجود «طفرات مسبقة النمو»، وهي ثلاثية من البشر «الشبيهة بالخضروات» ويتم تحليل «كل كلام غير مترابط» بواسطة بطاقة مثقبة لجهاز الحاسوب. كما أوضح أندرتون، رئيس وكالة ما قبل الجريمة، مزايا هذا الإجراء: «في مجتمعنا ليس لدينا جرائم كبرى... ولكن لدينا معسكر اعتقال مليء بالمجرمين المحتملين». ويحذر من العيب القانوني الأساسي لمنهجية ما قبل الجريمة: «نحن نستقبل أفراداً لم يخالفوا أي قانون».
تم لفت الانتباه إلى هذا المفهوم على نطاق أوسع من خلال فيلم Minority Report للمخرج ستيفن سبيلبرغ، والذي تم تكييفه بشكل أوسع من القصة. أيضاً المسلسل التلفزيوني الياباني للرسوم المتحركة cyberpunk Psycho-Pass له مفهوم مماثل.

## في نظرية علم الجريمة
يعود تاريخ ما قبل الجريمة في علم الإجرام إلى المدرسة الوضعية في أواخر القرن التاسع عشر، وخاصة إلى فكرة سيزار لومبروسو التي تشير بوجود «مجرمين منذ الولادة»، يمكن التعرف عليهم، حتى قبل ارتكابهم أي جريمة، على أساس بعض الخصائص الجسدية. ولقد شكلت النماذج البيولوجية والنفسية والاجتماعية للفلسفة الوضعية السياسة الإجرامية في أوائل القرن العشرين. وبالنسبة للمجرمين منذ الولادة، والمرضى النفسيين المجرمين والمجرمين المعتادين الخطرين فالعقوبات الإقصائية (عقوبة الإعدام، والحبس لأجل غير مسمى، والإخصاء، وما إلى ذلك) اعتبرت مناسبة. دعت حركة الدفاع الاجتماعي إلى أفكار مماثلة، ومؤخراً، من خلال ما يُنظر إليه وينتقد على أنه «علم إجرام جديد» ناشئ (Feeley & Simon 1992) أو «العدالة الاكتوارية» (Feeley & Simon 1994). يتطلب «المجتمع الأمني» الجديد أو «الاجرام» الجديد علم إجرام جديد بشكل جذري.

## اختبار ما قبل الجنوح
اقترح الطبيب النفسي لريتشارد نيكسون، أرنولد هوتشنيكر، في مذكرة إلى الرئيس آنذاك، إجراء اختبارات جماعية لـ «ما قبل الجنوح» ووضع هؤلاء الأحداث في «معسكرات». هوتشنيكر، وهو لاجئ من ألمانيا النازية وناقد صريح لهتلر وقت نزوحه، رفض تفسير المذكرة التي دعا إليها لمعسكرات الاعتقال:

## في ممارسة العدالة الجنائية
ينشغل الخط الأمامي لنظام العدالة الجنائية الحديث بشكل متزايد بتوقع التهديدات، وهو نقيض تركيز نظام العدالة الجنائية التقليدي على الجرائم الماضية. بشكل تقليدي، تفترض العدالة الجنائية والعقاب دليلًا على ارتكاب جريمة. حيث يتم انتهاك هذا المبدأ العريق بمجرد توقيع العقوبة «على الجرائم التي لم ترتكب أبداً». اليوم، من الأمثلة الواضحة على هذا الاتجاه "nachträgliche Sicherungsverwahrung" (الاحتجاز الأمني بأثر رجعي)، الذي أصبح خياراً في القانون الجنائي الألماني في عام 2004. إن هذا «التدبير الأمني» يمكن تقريره في نهاية عقوبة السجن على أساس تنبؤي بحت. وفي فرنسا، تم تقديم تدبير بأثر رجعي مماثل في عام 2008 باسم "rétention de sûreté" (احتجاز أمني). بينما اعتبر الإجراء الألماني انتهاكاً للاتفاقية الأوروبية لحقوق الإنسان من قبل المحكمة الأوروبية لحقوق الإنسان في عام 2009. ومع ذلك، لم يتم إلغاؤها بالكامل في ألمانيا ومن المتوخى تشريع جديد لمواصلة هذه الممارسة تحت الاسم الجديد "Therapieunterbringung" (الاحتجاز من أجل العلاج). حيث تم العثور على حكم مماثل للاحتجاز الإداري إلى أجل غير مسمى في القانون الفنلندي، ولكن لم يتم تطبيقه بعد منتصف السبعينيات. وتعتبر ظاهرة ما قبل الجريمة أكثر وضوحاً وتقدماً في سياق مكافحة الإرهاب، على الرغم من أنه يُقال إنه بعيدٌ عن مكافحة الإرهاب، فإن فترة ما قبل الجريمة تنتج المستقبل الذي تهدف إلى منعه.
في عام 2020، قارنت صحيفة تامبا باي تايمز برنامج الكشف المبكر عن الجرائم في مكتب مأمور مقاطعة باسكو بفيلم تقرير الأقلية، مستشهدة بالرصد المنتشر للمشتبه بهم والزيارات المتكررة لمنازلهم ومدارسهم وأماكن عملهم.

## التقنيات الحالية
يوجد الآن برنامج متخصص للتنبؤ بالجرائم من خلال تحليل البيانات.
إن مثل هذا النوع من البرامج لوكالات إنفاذ القانون قد سمح بتكوين تنبؤات حول السلوك الإجرامي وتحديد النقاط الساخنة الإجرامية المحتملة وذلك بناءً على بيانات الجريمة.
ومع ذلك، واجهت برامج التنبؤ بالجرائم أيضاً انتقادات شديدة من الأكاديميين ومجموعات الخصوصية والحريات المدنية بسبب مخاوف بشأن عدم وجود أدلة تثبت موثوقية التكنولوجيا ودقتها.
وهناك نقد آخر لبرامج التنبؤ بالجريمة وهو أن خوارزميات التنبؤ بالجريمة غالباً ما تستخدم بيانات منحرفة بشكل عنصري في تحليلها. وهذا يمكن أن يقود وكالات إنفاذ القانون إلى اتخاذ قرارات وتنبؤات تستهدف بشكل غير عادل وتقوم بتسمية مجتمعات الأقليات على أنها معرضة لخطر النشاط الإجرامي.
لقد استخدمت الشرطة والقضاة أداة لتقييم المخاطر الجنائية على نطاق واسع تسمى تصنيف إدارة المجرمين الإصلاحيين للعقوبات البديلة، أو كومباس (COMPAS)، وذلك بهدف التنبؤ بخطر العودة إلى الإجرام بين أكثر من مليون مجرم منذ تطويرها في عام 1998. حيث يتنبأ البرنامج باحتمالية أن المجرم المدان سيعيد ارتكاب الجريمة في غضون عامين بناءً على البيانات بما في ذلك 137 من السمات المادية للأفراد والسجلات الجنائية السابقة.
كما وجدت دراسة نُشرت في (Science Advances) بواسطة باحثين اثنين أن مجموعات من الأشخاص المختارين عشوائياً يمكن أن تتنبأ بما إذا كان مجرم سابق سيُدان بجريمة مستقبلية بدقة تصل إلى 67٪، وهو معدل مشابه للغاية لـ COMPAS.
على الرغم من أن كومباس (COMPAS) لا تجمع بشكل صريح البيانات المتعلقة بالعرق، إلا أن دراسة اختبرت دقتها على أكثر من 7000 شخص تم القبض عليهم في مقاطعة بروارد بولاية كاليفورنيا قد أظهرت تباينات عرقية كبيرة في تنبؤات البرنامج.
وأظهرت نتائج الدراسة أن المدعى عليهم السود الذين لم يعودوا إلى ارتكاب الجريمة بعد عقوبتهم تم توقعهم بشكل خاطئ من قبل برنامج كومباس للتراجع بمعدل 44.9٪، على عكس المدعى عليهم البيض الذين تم توقعهم بشكل غير صحيح بإعادة ارتكاب الجريمة بمعدل 23.5٪. وبالإضافة إلى ذلك، تم التنبؤ بشكل خاطئ بأن المدعى عليهم البيض لن يكونوا عرضة لخطر العودة إلى الإجرام بمعدل 47.7٪، على عكس نظرائهم السود الذين تم توقعهم بشكل غير صحيح بعدم إعادة ارتكاب الجريمة بمعدل 28٪. وخلصت الدراسة إلى أن برنامج كومباس يبدو أنه يبالغ في توقع مخاطر العودة إلى الإجرام تجاه الأفراد ذوي البشرة السوداء بينما يقلل من توقع مخاطر النكوص تجاه نظرائهم البيض. 